# サバン・エンターテイメント
サバン・エンターテイメント（Saban Entertainment, Inc.）は、アメリカ合衆国にかつて存在したテレビ番組の製作・配給会社。イギリス、スペイン、ドイツ、イタリア、フランス等にもオフィスが存在した。社名は創設者のハイム・サバンに因んでいる。
数多くの日本製テレビ番組を輸入し、東映の「スーパー戦隊シリーズ」をローカライズした「パワーレンジャーシリーズ」が大きな成功を収めている。権利を所有していた番組の数は6500本以上にも及ぶ。1990年代には米国第2位の子供向け番組制作会社となり、世界最大手の子供向けテレビ番組制作会社に数えられた

## 概要
ハイム・サバンとシュキ・レヴィにより、1984年に設立（1983年とも）。当時の社名はサバン・プロダクションズ（Saban Productions）で、1988年、サバン・エンターテイメントに改称。当初はサバン・インターナショナル・パリの子会社であった。1997年の時点ではパリとロサンゼルスの二箇所に本社があったが、アメリカでの事業が拡大したことにより、サバン・パリは子会社化された。
設立当初はカリフォルニア州バーバンクに本社があったが、1995年にウエストウッドに本社を移転。
当初はサバン・パリと同様に音楽事業を中心に活動。音楽出版権の確保と引き換えに無償でアニメーション制作会社に音楽を提供することで、事業の基盤を築いていき、1989年には最大手の音楽制作会社の数えられるようになった。
1985年から映像作品の制作も手がけるようになり、最初の制作作品である『Kids Video』は70以上の国で放送される成功作品となった。1986年に保有していた音楽作品の権利をワーナー・コミュニケーションズに600万ドルで売却。1988年から映像作品の配給業務も開始。
1993年から放送された『パワーレンジャー』が歴史的なヒット番組となり、同作の人気のピークだった1994年には、サバン社の利益は5億ドルを超えたと言われている。
『パワーレンジャー』の大ヒットなどを受けてフォックス放送からサバン社に4億ドルで買収の提案が入るが、サバン側は拒否。それを受けたはフォックス側は、同社の子供向け番組放送枠を運営するFox Kids Networkとサバン社の合併を提案。サバン社は1995年（1996年とも）にFox Kids Networkと合併し、FOXキッズ・ワールドワイド（後のFOXファミリー・ワールドワイド）となり、サバン社は連結子会社となった。
1996年にフォックスグループを統括する持ち株会社のニューズ・コーポレーションがニューワールド・コミュニケーションズを買収したことからニューワールドが権利を有していたマーベル・コミック関係の番組の権利を得る。
自社製の番組を一番人気の子供向け番組放送枠であるFox Kidsで放送することで利益の効率化を図り、1999年8月14日から放送された『デジモンアドベンチャー』が放送枠内でトップの視聴率を記録するなどして、成功を収めている。
2001年10月24日にFOXファミリー・ワールドワイドがウォルト・ディズニー・カンパニーによって買収されたことにより、ディズニー傘下となりBVSエンターテイメントに社名変更、引き続きテレビ番組の製作・配給を業務とする。

## DICエンターテイメントとの訴訟問題
1986年、DICエンターテイメントから同社の子供向け番組のアメリカ国外における権利を買収後、その権利をDIC社の創設者であるジャン・シャロピンの会社であるC&Dに売却。その後、DIC社はサバン社に損害賠償を求める訴訟を起こし、1991年に和解に至った。

## 映画俳優組合との交渉
サバン社は大手制作会社の中では唯一、映画俳優組合に登録していないノン・ユニオン製作会社であるが、1997年にSAGはサバン社に組合と契約を結び、実写番組製作現場の労働環境を改善するように要求。交渉決裂後、1998年にSAGは組合員にサバン社の作品に出演しないよう通達、同年2月4日にSAGとサバンは交渉を再開し、2001年にSAGとサバン社の間で契約が結ばれた。
2000年、SAGは『Digimon: The Movie』が映像ソフト化・テレビ放送される際に声優に支払われる使用料の支払いをサバンに要求。SAGの規定において外国作品の吹き替えには再使用料は支払われないとされているが、SAG側は同作が単に台詞を吹き替えただけではなく、編集などによる改変が多数行われていることを挙げ、吹替作品ではないと主張。サバン側は吹替作品であると主張し、論争となった。

## 製作・配給作品
配給に関しては2001年のディズニー傘下時代についても継続して記載

### テレビアニメ
- スパイダーマン
  - スパイダーマン Spider-Man: the Animated Series（1967） - 配給（1995 - ）
  - スパイダーマン Spider-Man: the Animated Series（1981） - 配給（1995 - ）
  - スパイダーマン&アメイジング・フレンズ Spider-Man and His Amazing Friends（1981 - 1983） - 配給（1995 - ）
  - スパイダーマン　Spider-Man: the Animated Series（1994 - 1998） - 配給（1997 - ）
  - スパイダーマン・アンリミテッド Spider-Man Unlimited（1999 - 2001） - 製作・配給
- 若草の四姉妹（1984） - 英語版プロデュース[注釈 1]
- Macron 1（1985）戦国魔神ゴーショーグン・亜空大作戦スラングルのアメリカ編集版 - 製作・配給
- 太陽の子エステバン（1986） - 英語版製作
- メイプルタウン物語（1987） - 英語版製作・配給
- Alf: The Animated Series（1987 - 1989） - 製作
- コアラボーイ コッキィ（1987） - 英語版音楽製作[注釈 2]
- Alf:Tales（1988 - 1989） - 製作
- グリム名作劇場（1988 - 1989） - 英語版製作・配給
- トム・ソーヤーの冒険（1988） - 英語版製作
- ふしぎなコアラブリンキー（1988） - 英語版製作[注釈 3]
- The Karate Kid（1989） - 製作
- ドラゴンクエスト 勇者アベル伝説（1989 - 1991） - 英語版配給
- どんどんドメルとロン（1989） - 英語版製作[注釈 3]
- へーい!ブンブー（1989） - 英語版製作[注釈 3]
- Wowser（1990） - 英語版製作・配給
- げらげらブース物語（1990） - 英語版製作[注釈 3]、スペイン語版配給
- 世界童話アニメ全集（1990）
- ピーターパンの冒険（1990） - 英語版製作・配給
- ミシェル・ヴァイヨン（1990） - 音楽製作
- みつばちマーヤの冒険（1990 - 1992） - 英語版製作・配給
- ウリクペン救助隊（1991） - 英語版製作・配給
- キャッ党忍伝てやんでえ（1991） - 英語版製作・配給[注釈 4]
- オズの魔法使い（1991） - 英語版製作[注釈 5]
- 人魚姫マリーナの冒険（1991） - 英語版製作・配給、スペイン語版配給
- X-MEN（1992 - 1997） - 製作・配給
- ハクション大魔王（1992） - 英語版製作・配給
- ポンキッキ めいさくわーるど（1992） - 英語版製作・配給
- Gulliver's Travels（1992） - 製作・配給
- Tic Tac Toons（1993 - 1994）[注釈 6]
- Jin Jin and the Panda Patrol（1994） - 英語版製作
- バトルテック BattleTech: The Animated Series（1994） - 製作
- ファンタスティック・フォー Fantastic Four: The Animated Series（1994 - 1996） - 製作
- 夢の星のボタンノーズ（1994） - 英語版製作
- Space Strikers（1995） - 英語版製作・配給[注釈 7]
- 宇宙の騎士テッカマンブレード（1995 - 1996） - 英語版製作・配給[注釈 8]
- Tenko and the Guardians of the Magic（1995 - 1996） - 製作
- Eagle Riders（1996 - 1997）[注釈 9] - 製作
- 未来警察ウラシマン（1996） - 英語版製作、パイロット版のみ。
- 超人ハルク The Incredible Hulk（1996 - 1997） - 配給
- ドラゴンボールZ（1996 - 1998） - 英語版製作（ファニメーションと共同製作）
- 愛と勇気のピッグガール とんでぶーりん（1997） - 英語版製作・配給、スペイン語版配給
- Captain America（1998） - 製作 ※製作中止
- ビット・ザ・キューピッド（1998） - 英語版製作
- 時空探偵ゲンシクン（1998 - 1999） - 英語版製作
- モンスターファーム（1998 - 1999） - 英語版製作
- シルバーサーファー（1998） - 配給
- サイバーシックス（1999 - 2000） - 配給
- デジモンシリーズ[注釈 10]
  - デジモンアドベンチャー（1999 - 2000） - 英語版製作・配給
  - デジモンアドベンチャー02（2000 - 2001） - 英語版製作・配給
  - デジモンテイマーズ（2001 - 2002） - 英語版製作（第39話まで）
- NASCAR Racers（1999 - 2001） - 製作
- ダイノゾーズ（2000） - 英語版製作
- Saban's Diabolik（2000 - 2001） - 製作・配給
- トランスフォーマー カーロボット Transformers: Robots in Disguise（2001） - 英語版製作
- 六門天外モンコレナイト（2001 - 2002） - 英語版製作
- マシュランボー（2002、2005） - 英語版製作、スペイン語版配給

### 劇場アニメ
- ドラゴンボールZ 地球まるごと超決戦（1997） - 英語版製作（ファニメーションと共同製作）
- Digimon: The Movie（2000）[27] - 製作[注釈 11]

### OVA
- Shadow Strikers（1990） - 製作

### テレビドラマ
- Bio-Man[注釈 12]（1986） - 製作、パイロット版のみで未放送[15][9]
- パワーレンジャーシリーズ[注釈 13]
  - パワーレンジャー Mighty Morphin Power Rangers（1993 - 1996） - 製作・配給（1993 - 2010）
  - パワーレンジャー・ジオ Power Rangers Zeo（1996） - 製作・配給
  - パワーレンジャー・ターボ Power Rangers: Turbo（1997） - 製作・配給
  - パワーレンジャー・イン・スペース Power Rangers in Space（1998） - 製作・配給
  - パワーレンジャー・ロスト・ギャラクシー Power Rangers: Lost Galaxy（1999） - 製作・配給（1999 - 2010）
  - パワーレンジャー・ライトスピード・レスキュー Power Rangers: Lightspeed Rescue（2000） - 製作・配給
  - パワーレンジャー・タイムフォース Power Rangers: Time Force（2001） - 製作・配給
- Sweet Valley High（1994 - 1997） - 配給
- バーチャル戦士トゥルーパーズ VR Troopers（1994 - 1996） - 製作・配給[注釈 14]
  - Cybertron（1993） - 製作、バーチャル戦士トゥルーパーズのパイロットフィルム
- マスクド・ライダー Masked Rider（1995 - 1996） - 製作・配給[注釈 14]
- ミステリー・グースバンプス Goosebumps（1995 - 1998） - 配給
- ビッグ・バッド・ビートルボーグ Big Bad Beetleborgs（1996 - 1997） - 製作・配給[注釈 14]
  - ビートルボーグ・メタリックス Beetleborgs Metallix（1997 - 1998） - 製作・配給[注釈 14]
- Ninja Turtles: The Next Mutation（1997 - 1998） - 製作・配給[注釈 14]
- Mystic Knights of Tir Na Nog（1998 - 1999） - 製作・配給
- Ice Angel（2000） - 配給（アメリカ合衆国外）

### 映画
- Round Trip to Heaven（1992） - 製作
- パワーレンジャー・映画版 Mighty Morphin Power Rangers: The Movie（1995） - 製作[注釈 11]
- パワーレンジャー・ターボ・映画版・誕生!ターボパワー Turbo: A Power Rangers Movie（1997） - 製作[注釈 11]

### テレビ映画
- アダムス・ファミリー3 再結集 Addams Family Reunion（1998） - SFX製作

### オリジナルビデオ
- キャスパー:誕生編 Casper: A Spirited Beginning（1998） - 製作
- リッチー・リッチ/夢のマシンをとりもどせ! Richie Rich's Christmas Wish（1998） - 製作

### その他
- Hallo Spencer（1989） - 英語版製作・配給
- Video Power（1990 - 1992） - 製作

#### 社名変更後の製作・配給作品

##### テレビドラマ（BVS）
- パワーレンジャーシリーズ
  - パワーレンジャー・ワイルドフォース Power Rangers Wild Force（2002） - 製作・配給 ※第8話以降
  - パワーレンジャー・ニンジャストーム Power Rangers Ninja Storm（2003） - 製作・配給（2003 - 2010）
  - パワーレンジャー・ダイノサンダー Power Rangers DinoThunder（2004） - 製作・配給（2004 - 2010）
  - パワーレンジャー・S.P.D. Power Rangers S.P.D（2005） - 製作・配給（2005 - 2010）
  - パワーレンジャー・ミスティックフォース Power Rangers Mystic Force（2006） - 製作・配給（2006 - 2010）
  - パワーレンジャー・オペレーション・オーバードライブ Power Rangers Operation Overdrive（2007） - 製作・配給（2007 - 2010）
  - パワーレンジャー・ジャングルフューリー Power Rangers Jungle Fury（2008） - 製作・配給（2008 - 2010）
  - パワーレンジャー・RPM Power Rangers R.P.M（2009） - 製作・配給（2009 - 2010）
  - パワーレンジャー（リマスター版） Mighty Morphin Power Rangers (Re-version)（2010） - 製作

##### テレビアニメ（BVS）
- Wunschpunsch（2000） - 配給（2001 - ）

## 関連企業

### リブラ・ピクチャーズ
1994年に設立された映画制作会社で、主にオリジナルビデオ作品を制作していた。最初の制作作品は映画『シャナン・ドハーティー・イン・ボンデージ 殺人療法』。子供向け作品を扱うサバン本社と違い大人向けの作品を制作することを目的として設立された。ホームビデオの配給部門にリブラ・ホームエンターテイメントがあり、同社の作品はAビジョンエンターテイメントからリリースされている。国際的な配給はサバン・インターナショナルが手掛けた。
制作作品
- シャナン・ドハーティー・イン・ボンデージ 殺人療法　Blindfold: Acts of Obsession（1994）
- アウター・スペース　Terminal Voyage（1995）

### その他
特記のないものに限り、2001年のFOXファミリー・ワールドワイド買収の際にディズニー傘下となっている。
- サバン・インターナショナル・パリ（後のシップ・アニメーション[10]、2009年に解散）
- サバン・レコード（サバン・キャピタル・グループの子会社サバン・ミュージック・グループに社名変更後、2010年に解散[30][31][32]）
- サバン・エンターテイメントUK（後のジェティックス・コンシューマー・プロダクツ、解散[33]）
- サバン・ホームエンターテイメント（旧：サバン・ビデオ）
- サバン・フーズ
- サバン・インタラクティブ
- MMPRプロダクションズ
- バグ・ボーイプロダクションズ
- サイバープロダクションズ